# Planai
Il Planai è una montagna dei Tauri di Schladming e di Murau, alta 1.906 m s.l.m.. Sorge presso Schladming ed è attrezzata con una stazione sciistica; l'omonima pista sciistica ha ospitato varie tappe della Coppa del Mondo di sci alpino e due edizioni dei Campionati mondiali di sci alpino, oltre a numerose competizioni minori.